# Stal Głowno
KS Stal Głowno – piłkarski klub sportowy działający na terenie Głowna, powstały w latach 50. XX wieku, a ponownie założony w 1996 roku.

## Osiągnięcia
- 6. miejsce w III lidze - 2002/03 i 2005/06

## Stadion
KS Stal Głowno rozgrywa swoje mecze na Stadionie Miejskim, przy ul. Kopernika 37. Pod tym samym adresem mieści się również siedziba klubu.
Płyta boiska, na której swoje mecze na co dzień rozgrywa KS Stal Głowno w trakcie sezonu 2013/2014 przeszła gruntowny remont.Polegał on na wykonaniu automatycznej instalacji nawadniającej, składającej się z układu pompowego, rurociągów i zraszaczy oraz remontu nawierzchni trawiastej płyty boiska, która została po rekultywacji wymieniona na nawierzchnię wykonaną z trawy rolowanej.
- Pojemność: 2 000 miejsc (niemal połowa to miejsca siedzące)
- Oświetlenie: brak
- Wymiary boiska: 108 × 60 m

## Historia
Pierwszy zespół piłki nożnej w Głownie powstał w 1923 roku przy Ochotniczej Straży Pożarnej. Klub OSP Głowno, założony przez aptekarza Wilkoszewskiego, lekarza Stanisławskiego i członka OSP Prośniaka, działał oficjalnie do wybuchu II wojny światowej. Następnie przeniósł się do podziemia. Po wojnie sekcja piłki nożnej została założona przy Wojskowych Zakładach Motoryzacyjnych nr 3. Oprócz piłki nożnej, w przyzakładowym klubie sportowym funkcjonowały sekcje bokserska i lekkoatletyczna. Do 1956 roku klub nosił nazwę GWKS Głowno. Wówczas nadano mu nazwę zbliżoną do obecnej: MKS Stal Głowno.
W 1958 roku Stal awansowała do III ligi, jednak już w 1959 roku spadła do klasy międzyokręgowej. W 1997 roku, gdy trenerem zespołu był Arkadiusz Janiak, klub awansował do IV ligi. Po sezonie spadł jednak z powrotem do klasy okręgowej. Okres największych sukcesów klubu rozpoczął się w roku 2000, kiedy to Stal ponownie awansowała do IV ligi. W czerwcu 2001 roku klub pozyskał sponsora strategicznego, Daniela Goszczyńskiego. W związku z tym nazwa zespołu uległa zmianie na Gosso Stal Głowno. Po dwóch sezonach, w 2002 roku, klub uzyskał awans do III ligi, w której grał przez 6 sezonów, do 2008 roku. W momencie awansu trenerem zespołu był Marek Pawlak. Obecna nazwa drużyny – KS Stal Głowno – obowiązuje od sezonu 2003/2004.
W Stali od 1965 roku funkcjonowała również drużyna juniorów. Do 1999 roku grała ona w międzywojewódzkiej klasie juniorów. Od 1999 do 2006 roku zespół występował w klasie okręgowej, a w sezonach 2006/2007 i 2007/2008 – w klasie A.
Ze względu na problemy finansowe, klub wycofał się z rozgrywek pod koniec sezonu 2007/08. Zlikwidowano także drugą drużynę, która rozgrywki zakończyła na 6. pozycji w tabeli. Od sezonu 2008/2009 Stal ponownie występowała w grupie łódzkiej klasy okręgowej.
W sierpniu 2011 roku nowym prezesem Stali został Tomasz Wieczorkowski. Sezon 2011/2012 klub zakończył w lidze okręgowej na 7 miejscu. Sezon 2014/2015 drużyna z Głowna zakończyła na pierwszym miejscu w tabeli i awansowała do IV ligi łódzkiej. Jednak już po zakończeniu sezonu, na skutek przyznania walkowera drużynie z trzeciego miejsca za mecz z ówczesnym wicemistrzem, Stal została przesunięta na drugie miejsce. Poskutkowało to grą w barażach uzupełniających do IV ligi. Stal wygrała baraże, co zaowocowało ponownym awansem do IV ligi łódzkiej w sezonie 2015/2016. Po słabym sezonie na boiskach czwartej ligi Stal ponownie spadła do klasy okręgowej, grupy łódzkiej. Po 4 sezonach na VI poziomie rozgrywkowym, ekipa Stali awansowała ponownie do IV ligi. Spędziła w niej jednak tylko 2 sezony, po których ponownie spadła szczebel niżej.

## Rozgrywki ligowe
- Ostatnie sezony w wykonaniu seniorów

| Sezon   | Liga                        | Pozycja | Punkty | Bramki | Uwagi  |
| ------- | --------------------------- | ------- | ------ | ------ | ------ |
| 1998/99 | Liga okręgowa (grupa Łódź)  | 4/16    | 61     | 66:33  |        |
| 1999/00 | Liga okręgowa (grupa Łódź)  | 1/16    | 84     | 106:18 | awans  |
| 2000/01 | IV liga (grupa łódzka)      | 4/20    | 65     | 70:41  |        |
| 2001/02 | IV liga (grupa łódzka)      | 1/18    | 79     | 88:33  | awans  |
| 2002/03 | III liga (grupa I)          | 6/16    | 47     | 35:28  |        |
| 2003/04 | III liga (grupa I)          | 12/16   | 37     | 42:41  |        |
| 2004/05 | III liga (grupa I)          | 7/16    | 44     | 33:29  |        |
| 2005/06 | III liga (grupa I)          | 6/15    | 39     | 33:33  |        |
| 2006/07 | III liga (grupa I)          | 8/16    | 44     | 33:33  |        |
| 2007/08 | III liga (grupa I)          | 15/16   | 7      | 16:76  | spadek |
| 2008/09 | Klasa okręgowa (grupa Łódź) | 4/19    | 60     | 63:47  |        |
| 2009/10 | Klasa okręgowa (grupa Łódź) | 9/18    | 55     | 86:57  |        |
| 2010/11 | Klasa okręgowa (grupa Łódź) | 5/18    | 55     | 68:46  |        |
| 2011/12 | Klasa okręgowa (grupa Łódź) | 7/16    | 43     | 57:45  |        |
| 2012/13 | Klasa okręgowa (grupa Łódź) | 3/16    | 54     | 69:51  |        |
| 2013/14 | Klasa okręgowa (grupa Łódź) | 3/16    | 46     | 70:64  |        |
| 2014/15 | Klasa okręgowa (grupa Łódź) | 2/16    | 73     | 106:53 | awans  |
| 2015/16 | IV liga (grupa łódzka)      | 19/20   | 29     | 57:105 | spadek |
| 2016/17 | Klasa okręgowa (grupa Łódź) | 2/16    | 64     | 85:40  |        |
| 2017/18 | Klasa okręgowa (grupa Łódź) | 4/16    | 54     | 76:39  |        |
| 2018/19 | Klasa okręgowa (grupa Łódź) | 4/16    | 60     | 91:52  |        |
| 2019/20 | Klasa okręgowa (grupa Łódź) | 1/16    | 40     | 63:11  | awans  |
| 2020/21 | IV liga (grupa łódzka)      | 13/20   | 47     | 54:79  |        |
| 2021/22 | IV liga (grupa łódzka)      | 16/18   | 30     | 34:62  | spadek |
| 2022/23 | Klasa okręgowa (grupa Łódź) | 2/16    | 71     | 85:26  |        |
| 2023/24 | Klasa okręgowa (grupa Łódź) | 6/16    | 55     | 91:36  |        |
| 2024/25 | Klasa okręgowa (grupa Łódź) | 2/16    | 76     | 146:34 | awans  |
| 2025/26 | IV liga (grupa łódzka)      | -/18    | -      | -:-    |        |

| Oznaczenie kolorami |
| ------------------- |
| II poziom ligowy    |
| III poziom ligowy   |
| IV poziom ligowy    |
| V poziom ligowy     |
| VI poziom ligowy    |
| VII poziom ligowy   |

## Aktualna kadra
Stan na 22 marca 2018
| Nr | Poz. | Piłkarz            |
| -- | ---- | ------------------ |
| 1  | BR   | Dariusz Smurzyński |
| 3  | OB   | Michał Suchenek    |
| 4  | OB   | Dariusz Florczak   |
| 5  | OB   | Eryk Ignatowski    |
| 6  | PO   | Adam Gibała        |
| 7  | OB   | Michał Lech        |
| 8  | OB   | Karol Kruk         |
| 10 | OB   | Łukasz Kluska      |
| 11 | PO   | Antoni Waśkiewicz  |
| 12 | BR   | Jakub Niedomagała  |
| 13 | OB   | Adam Gajewicz      |
| 14 | OB   | Marcin Lipski      |
| 15 | NA   | Eryk Lebioda       |
| 16 | PO   | Patryk Ignatowski  |

| Nr | Poz. | Piłkarz           |
| -- | ---- | ----------------- |
| 17 | PO   | Damian Nowak      |
| 18 | PO   | Damian Mospinek   |
| 21 | PO   | Tomasz Florczak   |
| 25 | NA   | Safouan Bahroun   |
| 27 | PO   | Radosław Kuciński |
| 37 | PO   | Aleksy Waśkiewicz |
| 39 | PO   | Tomasz Kret       |
| 40 | NA   | Łukasz Nagański   |
| 44 | PO   | Michał Redzisz    |
| 45 | PO   | Robert Ogórek     |
| 46 | PO   | Miłosz Wypych     |
| 47 | BR   | Zbigniew Witczak  |
| 77 | OB   | Adrian Tomczyk    |
| 99 | PO   | Damian Fortuna    |

## Zarząd
- Prezes Zarządu: Marek Dratkiewicz
- Wiceprezes Zarządu: Iga Ojrzyńska
- Członek zarządu: Mariusz Wojciechowski

## Sztab szkoleniowy
- I trener – Tomasz Lenart
- Asystent trenera –
- Kierownik drużyny – Damian Nowak